# Longitarsus anchusae
Longitarsus anchusae är en skalbaggsart som först beskrevs av Gustaf von Paykull 1799.  Longitarsus anchusae ingår i släktet Longitarsus, och familjen bladbaggar. Arten är reproducerande i Sverige.

## Bildgalleri

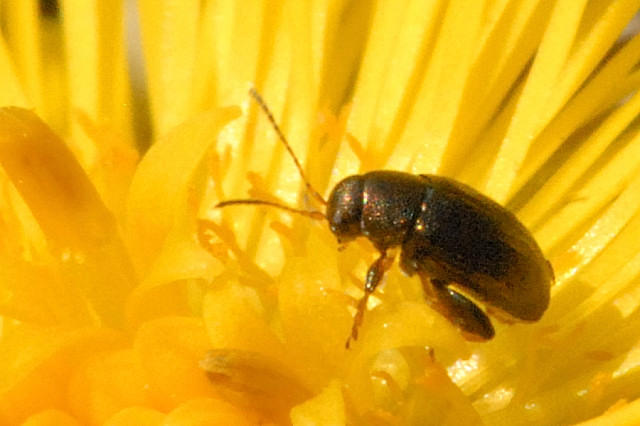